# Region Sandoy
Region Sandoy – centralny obszar Wysp Owczych obejmujący Sandoy, Skúvoy oraz niewielką Stóra Dímun. Jest to najmniejszy region pod względem liczby mieszkańców (1451 – 3% archipelagu). Od 2004 roku w tym regionie zbudowany został tunel – Sandoyartunnilin, będący dziś jedną z największych inwestycji Wysp Owczych w historii. Jest to bardzo ważne połączenie, gdyż wcześniej dostać się ze Streymoy na Sandoy można było jedynie za pomocą promu. Region posiada pięć gmin: Húsavíkar, Sands, Skálavíkar, Skopunar oraz Skúvoyar.
| Miasto    | Mieszkańcy | Wyspa       |
| --------- | ---------- | ----------- |
| Sandur    | 596        | Sandoy      |
| Skopun    | 484        | Sandoy      |
| Skálavík  | 182        | Sandoy      |
| Húsavík   | 80         | Sandoy      |
| Skúvoy    | 57         | Skúvoy      |
| Dalur     | 48         | Sandoy      |
| Skarvanes | 5          | Sandoy      |
| Dímun     | 4          | Stóra Dímun |